# Эррувиль
Эрруви́ль (фр. Errouville) — коммуна во французском департаменте Мёрт и Мозель, региона Лотарингия. Относится к  кантону Одюн-ле-Роман.	

## География
Эррувиль расположен в 39 км к северо-западу от Меца. Соседние коммуны: Бреэн-ла-Виль и Крюн на севере, Омец на востоке, Серрувиль на юго-западе, Фийер на западе.

## Демография
Население коммуны на 2010 год составляло 786 человек.
| 1962 | 1968 | 1975 | 1982 | 1990 | 1999 | 2010 |
| ---- | ---- | ---- | ---- | ---- | ---- | ---- |
| 1062 | 1117 | 934  | 907  | 793  | 725  | 786  |